# Alcalá Norte
Alcalá Norte és un grup musical de rock alternatiu espanyol format per 6 membres. Va ser fundat el 2019 per 3 amics del barri de Ciutat Lineal de Madrid (Jaime Barbosa, Juan Pablo Juliá i Álvaro Rivas).
Després de la publicació d'un EP el 2020 i diversos senzills en anys posteriors, a l'abril de 2024 van llançar el seu primer àlbum d'estudi, amb un fulgurant i meteòric èxit que els va permetre entrar en poc més d'un mes en les llistes musicals del Top 100 de vinils de Promusicae, en el Top 50 viral de Spotify, o al fet que fos qualificada com a banda emergent i reclamada per als cartells de diversos festivals musicals com el Primavera Sound i que anunciessin la seva primera gira amb més de 40 actuacions per tota Espanya i autodenominada com la Gira Cañón.
En 2 mesos van rebre atenció de tota la indústria musical els qualificaven com "la banda de la qual tothom parla".

## Ressenya biogràfica

### Fundació
La banda es va fundar al 2019 a Ciutat Lineal quan el bateria Jaime Barbosa (ex de Guarrerías Preciados) i el guitarrista Juan Pablo Juliá (ex de Los Pablos) s'ajunten amb Álvaro Rivas i li proposen que aquest sigui la veu.
Els seus primeres passos van ser versions de temes d'Alaska i Dinarama, com a Perles ensangonades, o The Cure, on van trobar un punt d'unió en els seus dispars gustos musicals, incorporant nous músics per al baix, una segona guitarra elèctrica i teclats (que també van ser tocats en alguna ocasió pel cantant Álvaro Rivas).
El nom de la banda volien que fos el del seu barri de Ciutat Lineal, però no va poder ser perquè ja existia un grup amb aquest nom a Barcelona, així que van adoptar el topònim d'Alcalá Norte que també coincideix amb el del centre comercial del mateix nom i que és on quedaven els membres del grup i del qual també van agafar la imatge del seu monòlit per a utilitzar-la com a logo del grup. Al Primavera Sound de 2024 van començar a utilitzar sobre l'escenari una gran reproducció d'aquest mateix monòlit.

### Alcalá Norte (àlbum)
El seu primer LP va ser llançat el 17 d'abril de 2024 per la discogràfica basca Balaunka, que també treballa amb Huntza, Tremenda Jauría o Esne Beltza. El disc va ser molt ben acollit per la crítica i premsa especialitzada fins al punt que el seu vinil ha entrat en les llistes musicals fins i tot abans d'actuar en el seu primer festival, el  Primavera Sound, i que realment serà el segon, per la seva inesperada entrada com a suplents de "Dry Cleaning" al festival "Tomavistas" de 2024 celebrat a la Caja Mágica de Madrid.

### Col·laboracions
En el 2023 van col·laborar amb René de Dharmacide en el tema Los Chavales a la sala Clamores, també en la presentació del grup "La Paloma" a la sala El Sol de Madrid i versionant la seva cançó Pessigolleig en el tema del seu primer LP El rei de los judíos (Un cosquilleo).
El 26 de maig de 2024 Alcalá Norte va col·laborar amb Carolina Durante en el seu cicle d'actuacions musicals "Elige tu  aventura" a la sala Wurlitzer Ballroom.

## Discografia
- Alcalá Norte (2024) - LP

- Los Chavales (2024) - Senzill
- La vida cañón (2024) - Senzill
- Supermán (2024) - Senzill
- No llores Dr. G. (2023) - Senzill
- 420N (2023) - Senzill
- Dr. Khozev (2021) - Senzill
- Demos (2020) -EP

## Videoclips
| Any  | Cançó           | Director/Realitzador | Ref    |
| ---- | --------------- | -------------------- | ------ |
| 2024 | "Supermán"      | Iago Mauad           | [ 16 ] |
| 2024 | "La Vida Cañón" | Grady Dummond        | [ 18 ] |